# Johann Theile

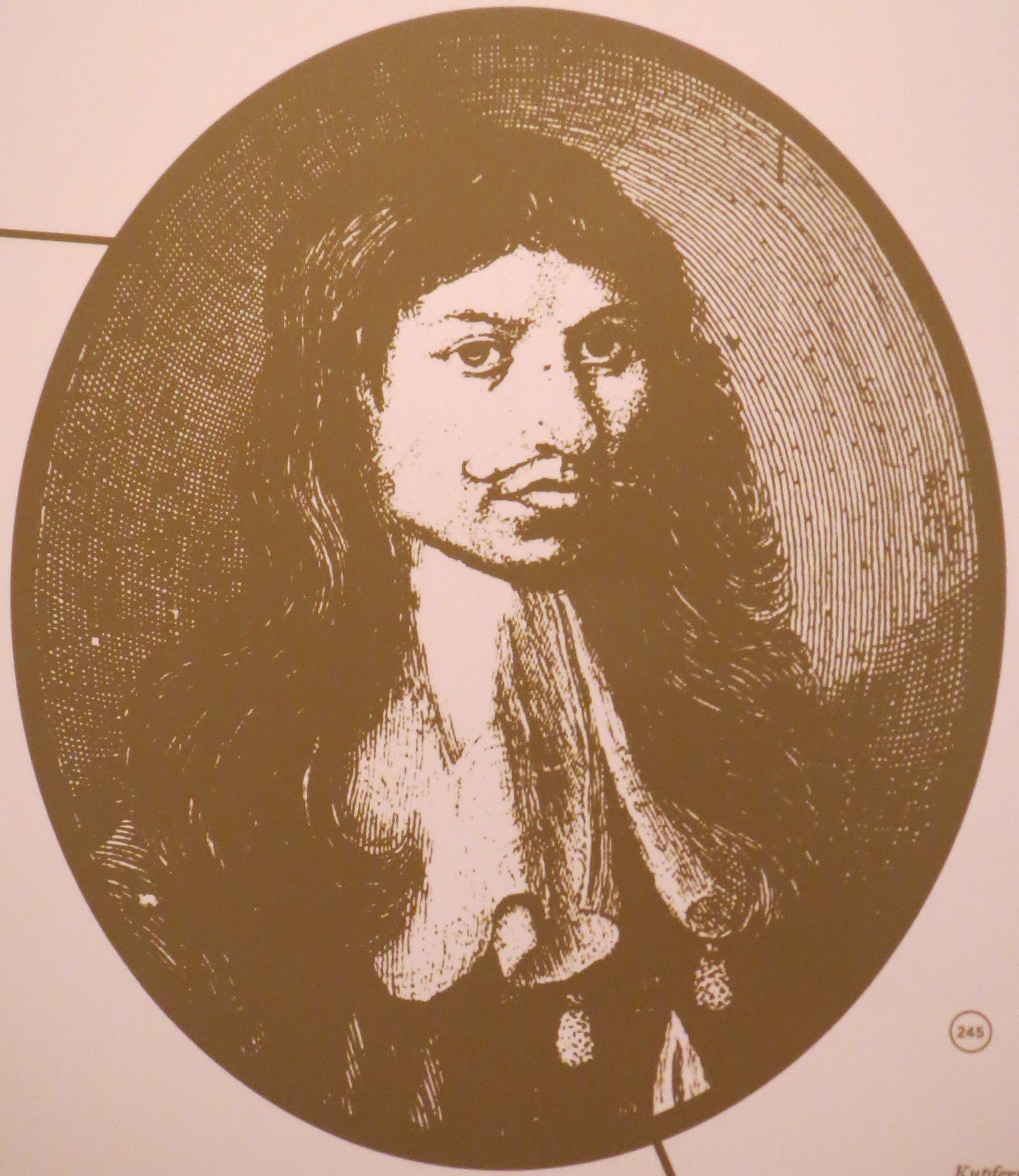
Johann Theile

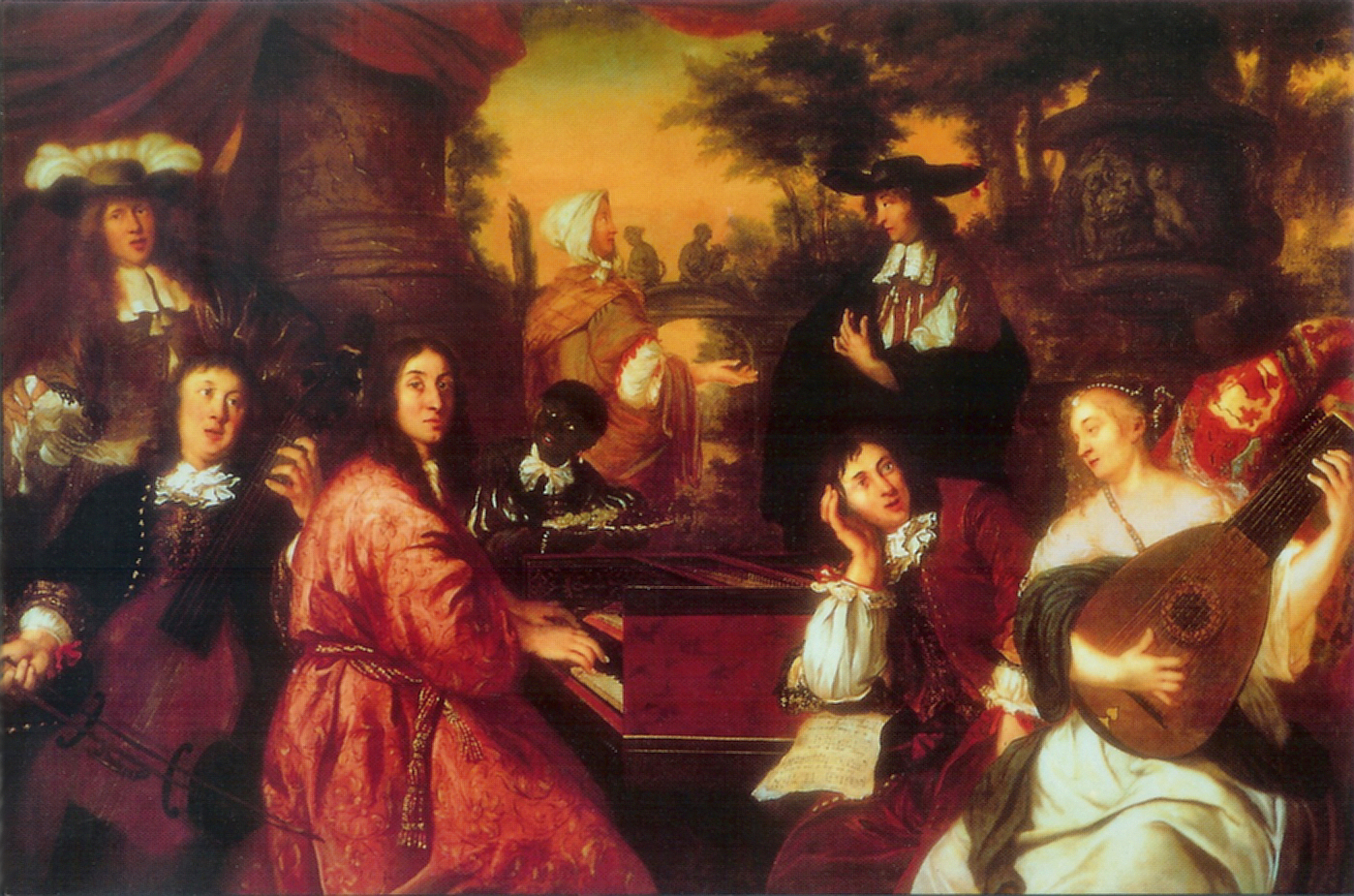
Johannes Voorhout: Häusliche Musikszene, 1674; der Gambenspieler links wurde lange für Johann Theile gehalten

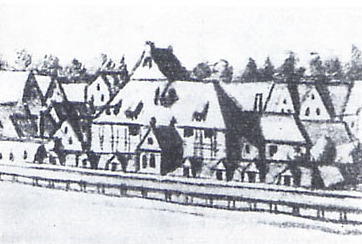
Oper am Gänsemarkt, Ausschnitt aus der Stadtansicht Paul Heineckens 1726

Johann Theile (* 29. Julijul. / 8. August 1645greg. in Naumburg (Saale); † 22. Juni 1724 ebenda) war ein deutscher Komponist und Kapellmeister. Theiles kompositorische Werke umfassen Singspiele, Opern, Messen, Psalmen, Passionen, Arien und Canzonetten, Sonaten sowie Motetten. Darüber hinaus verfasste er musiktheoretische Schriften, vor allem zum Kontrapunkt.

## Leben
Nach einem Jurastudium in Leipzig und Halle nahm er Unterricht in der Kompositionslehre in Weißenfels. Sein Lehrer hier war Heinrich Schütz; Theile gilt als einer seiner letzten Schüler. In Lübeck entstand 1673 seine Matthäuspassion. 2008 wurde in der Lübecker Stadtbibliothek ein Porträt von Theile entdeckt.
In Stettin und Lübeck war er beschäftigt als Organist. Außerdem hatte er einen herausragenden Ruf als Musikpädagoge und -lehrer. Laut Johann Matthesons Nekrolog auf Theile soll auch Dieterich Buxtehude sein Schüler gewesen sein, doch wurde diese Annahme von der Forschung regelmäßig in Frage gestellt, zumal Buxtehude vermutlich neun Jahre älter war als Theile. „Die freundschaftlichen Beziehungen zwischen Theile und Buxtehude in Lübeck und vielleicht auch in Hamburg dürften viele Gespräche über Fragen des Kontrapunkts ermöglicht haben, doch Buxtehudes Lehrer kann Theile nicht gewesen sein.“
In den Jahren 1673 bis 1678 hatte er die Position des Hofkapellmeisters bei Herzog Christian Albrecht von Schleswig-Holstein-Gottorf inne. 1677 wurden Opern im Refektorium des Hamburger Doms aufgeführt. Mit seinem Singspiel Adam und Eva wurde ein Jahr später die Oper am Gänsemarkt in Hamburg – das erste bürgerliche Opernhaus in Deutschland – eröffnet.
Zwischen 1685 und 1689 bekleidete er die Stellung des Kapellmeisters in Wolfenbüttel; hier trat er die Nachfolge von Johann Rosenmüller an. Weitere Stationen seines Wirkens waren an der Oper in Naumburg und bei Christian I. (Sachsen-Merseburg). Nach Berlin – auch hier war er als Musiklehrer tätig – kehrte er 1694 als musikalischer Berater des Herzogs von Zeitz, Moritz Wilhelm (Sachsen-Zeitz), wieder in seine Heimatstadt zurück.

## Werke
- Matthäus-Passion – Lübeck 1673 (rec. Harmonia Mundi 1984, London Baroque, dir. Charles Medlam)
- Adam und Eva – Der erschaffene, gefallene und wieder aufgerichtete Mensch. Hamburg 1678 (geistliche Oper)
- Orontes, der verlohrne und wieder gefundene Königliche Prinz aus Candia, in einem Sing-Spiel. Hamburg 1678
- Davids und Jonathans treuer Liebe Bestätigung, 1685 (zugeschrieben)[5]
- Die Geburth Christi (Weihnachtshistorie)
- Christian Reuters Paßions-Gedancken über die Historie von dem bittern Leiden und Sterben unsers Herrn. Berlin 1708 (Passionsoratorium; nur der Text erhalten)
- Beatus vir qui timet Dominum (Psalm-Motette)
- Domine ne in furore tuo (Psalm)
- Cum invocarem (Psalm)
- Die Seele Christi heilige mich (Kantate für Sopran, Violine, 2 Violen da gamba und Basso continuo)
- Musicalisches Kunstbuch, Sonaten.